# Jabuticaba
A jabuticaba ou jaboticaba é o fruto da jaboticabeira ou jabuticabeira, uma árvore frutífera brasileira da família das mirtáceas, nativa da Mata Atlântica. Com a recente mudança na nomenclatura botânica, há divergências sobre a classificação da espécie: Myrciaria cauliflora (Mart.) O.Berg 1854, Plinia trunciflora (O.Berg) Kausel 1956 ou Plinia cauliflora (Mart.) Kausel 1956. Espécies relacionadas no gênero Myrciaria, frequentemente referidas pelos mesmos nomes comuns, são nativas da América do Sul, encontrada em países como Brasil, México, Bolívia, Uruguai, Paraguai e Argentina.
Segundo Lorenzi et al., Plinia trunciflora seria outra espécie, a jabuticaba-café. A cidade de Jaboticabal, em São Paulo, foi nomeada em homenagem a essa planta.
Descrita inicialmente em 1828 a partir de material cultivado, sua origem é desconhecida. Outros nomes populares: jabuticabeira-preta, jabuticabeira-rajada, jabuticabeira-rósea, jabuticabeira-vermelho-branca, jabuticaba-paulista, jabuticaba-ponhema, jabuticaba-açu. Outra espécie de jabuticabeira é a Myrciaria jaboticaba (Vell.) Berg, conhecida como jabuticaba-sabará e encontrada com mais frequência nos estados de Goiás, Minas Gerais e São Paulo, no Brasil.

## Etimologia
Sabemos que os nomes jabuticaba ou jaboticaba são originários do tupi antigo. A etimologia exata, porém, é incerta. Existem algumas etimologias possíveis:
- A mais plausível é îabotikaba, que significaria "gordura de jabuti", pela junção de îaboti, jabuti, e kaba, gordura.[10] Ermanno Stradelli fornece essa etimologia para o nheengatu (tupi moderno), podendo ser estendida ao tupi antigo com alguma segurança.[10]
- De ïapotï'kaba, que significaria "frutas em botão".[3]

## Características

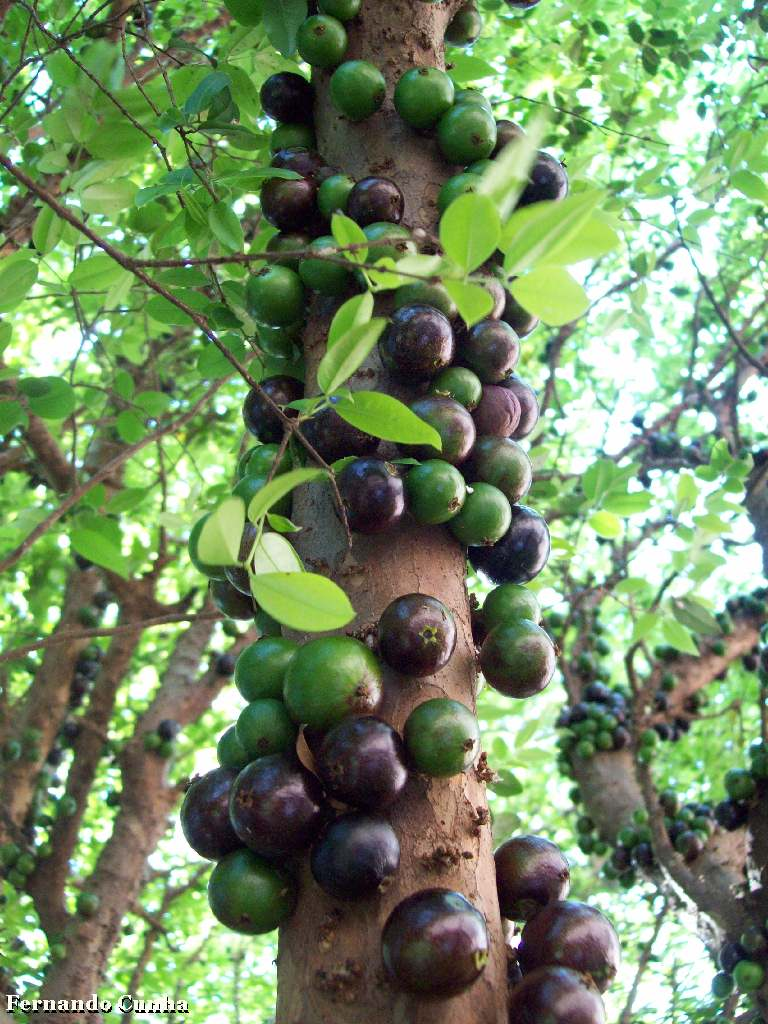
Jabuticabeira em Carneirinho, em Minas Gerais, no Brasil.

É planta catia, higrófila e que exige sol de moderado a pleno. A árvore, de até dez metros de altura, tem tronco claro, manchado, liso, com até quarenta centímetros de diâmetro. As folhas, simples, têm até sete centímetros de comprimento. Floresce na primavera e no verão, produzindo grande quantidade de frutos. As flores (e os frutos) crescem em aglomerados no tronco e ramos (caulifloria). Seus frutos pequenos, de casca negra e polpa branca aderida à única semente, são consumidos principalmente in natura, ou na forma de geleia, suco, licor, aguardente, vinho e vinagre.
É uma das frutíferas mais cultivadas, desde o Brasil Colônia, em pomares domésticos. É tradição o aluguel de pés de jabuticaba, o que permite a colheita e o consumo de todas as frutas de um dado pé durante um certo período de tempo. Na cidade de Sabará, em Minas Gerais, no Brasil, é realizado, anualmente, o Festival da Jabuticaba, visando a perpetuar a tradição da cidade como produtora da fruta. A cidade de Virginópolis, em Minas Gerais,  também tem a tradição anual de realizar um Festival da Jabuticaba. Sempre na época em que as árvores estão mais carregadas de frutos, o que proporciona à cidade uma produção tradicional de licores, geleias, vinhos e doces a partir das frutas colhidas.

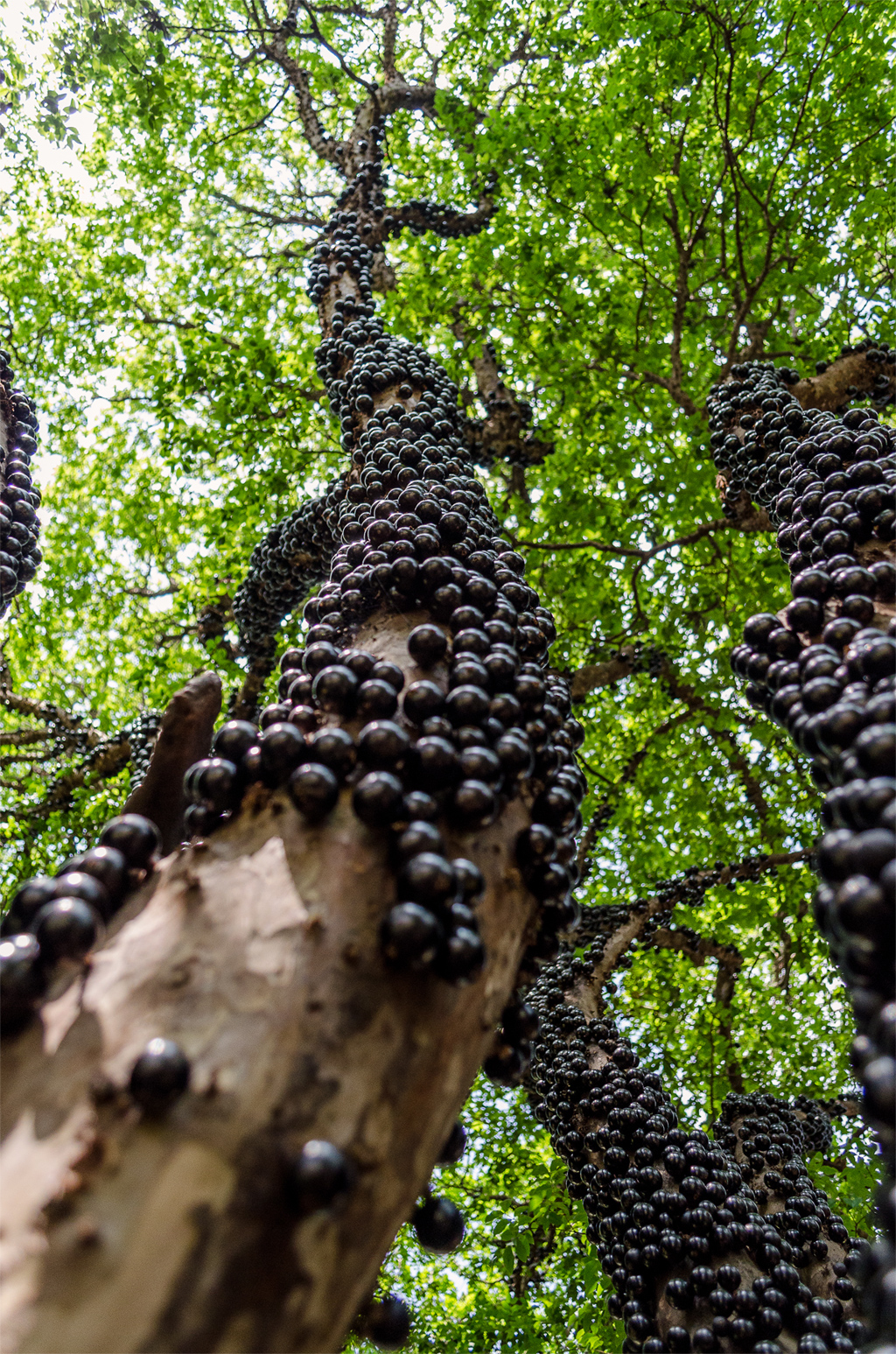
Jaboticabeira em Nova Odessa, em São Paulo, no Brasil.

A dispersão dos frutos é feita pela fauna, incluindo aves. As sementes podem ser plantadas com a polpa, mas, para armazená-las, é necessário despolpá-las em água corrente e deixar secar à sombra.

### Formas cultivadas
- jabuticaba-açu-paulista: frutos grandes de sabor levemente adstringente, consumidos "in natura"
- jabuticaba-ponhema: muito produtiva, frutos grandes ligeiramente amargos,usada na produção de geléia
- jabuticaba-precoce: frutificação frequente, frutos pouco resistentes, com casca muito fina
- jabuticaba-vermelha: porte baixo, frutos vermelho-vinho[9]

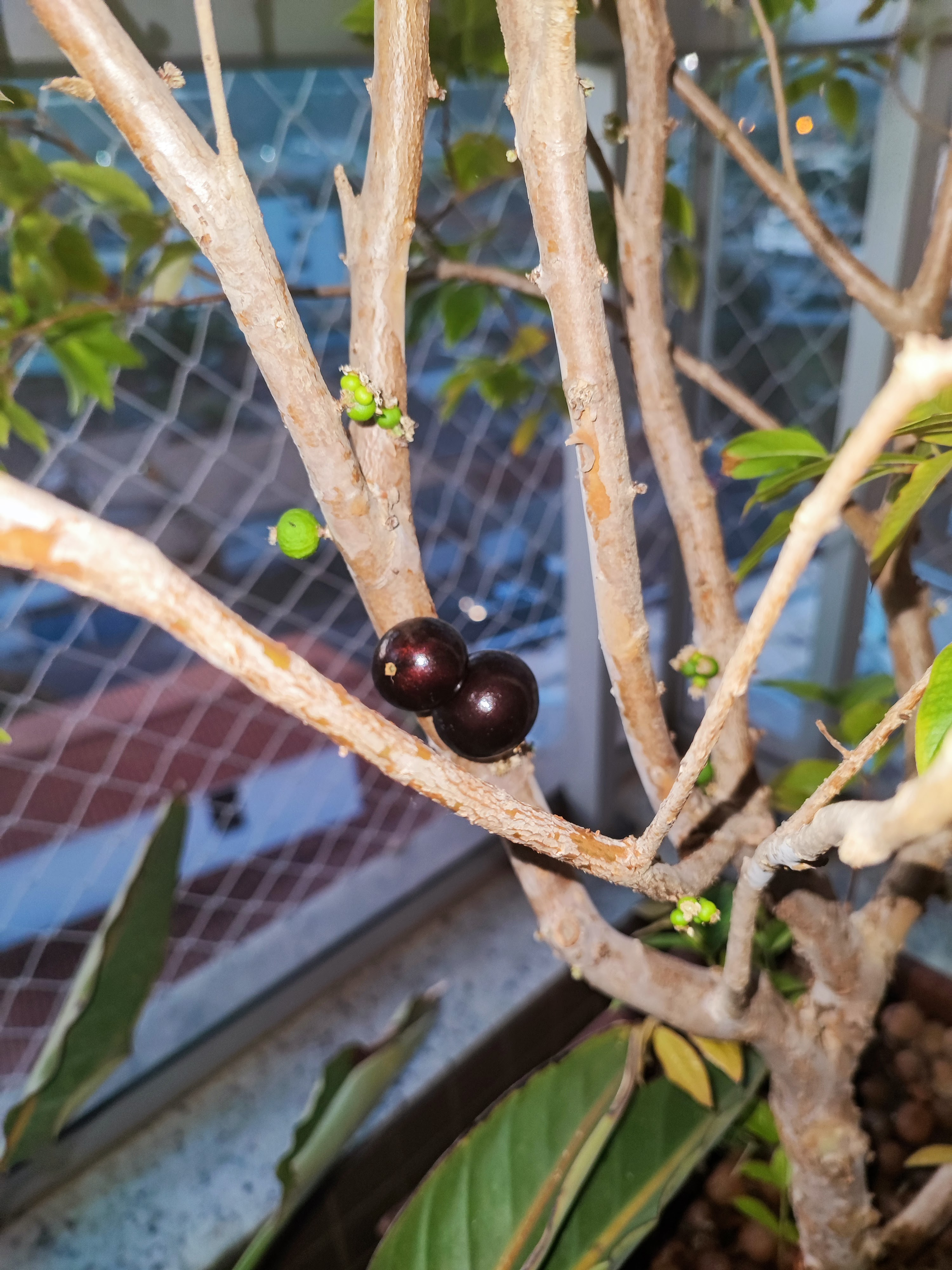
Jaboticabeira frutificando em vaso.

### Componentes
Estão presentes, na polpa da jabuticaba: ferro, fósforo, vitamina C e boas doses de niacina, uma vitamina do complexo B que facilita a digestão e ajuda a eliminar toxinas. Na casca escura existem teores de pectina e a peonidina, além de um pigmento, antocianina, responsável pela coloração azul-arroxeada da jabuticaba . No reino vegetal, a cor da jabuticaba é devido à presença de antocianina, serve para atrair os passarinhos. Isso é importante para espalhar as sementes e garantir a perpetuação da espécie.

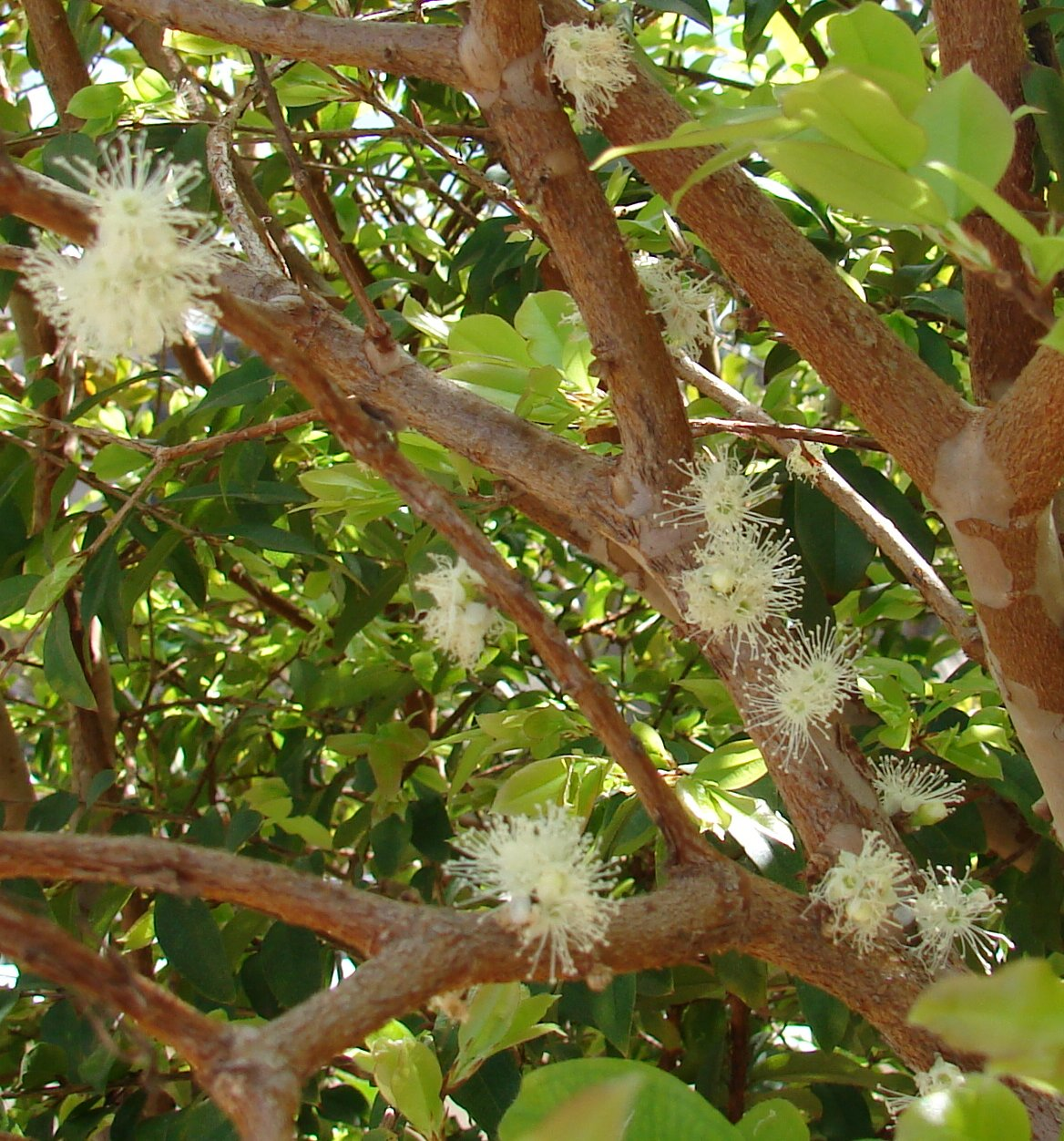
Jabuticabeira em floração.

Para a medicina, o interesse nas antocianinas é outro: elas têm uma potente ação antioxidante, ou seja, ajudam a eliminar do organismo moléculas instáveis de radicais livres. Esse efeito, observado em tubos de ensaio, dá uma pista para se compreender porque a incidência de tumores e problemas cardíacos é menor entre consumidores de alimentos ricos no pigmento. Ultimamente, surgiram estudos apontando uma nova ligação: as substâncias antioxidantes também auxiliariam a estabilizar o nível de açúcar no sangue dos diabéticos. Como a maior concentração de antocianinas está na casca da jabuticaba, é recomendável batê-la no preparo de sucos ou usá-la em geleias (as altas temperaturas não afetam suas substâncias benéficas).

## Ocorrência
No Brasil, é encontrada na Bahia, Pernambuco, Paraíba, Mato Grosso, Mato Grosso do Sul, Minas Gerais, Rio de Janeiro, São Paulo, Espírito Santo, Paraná, Santa Catarina, Goiás, Distrito Federal e Rio Grande do Sul. Mais comum em planícies aluviais de beira de rios e em baixadas da mata pluvial e das submatas de altitude, principalmente de pinhais; é rara na mata primária sombria.

## Usos

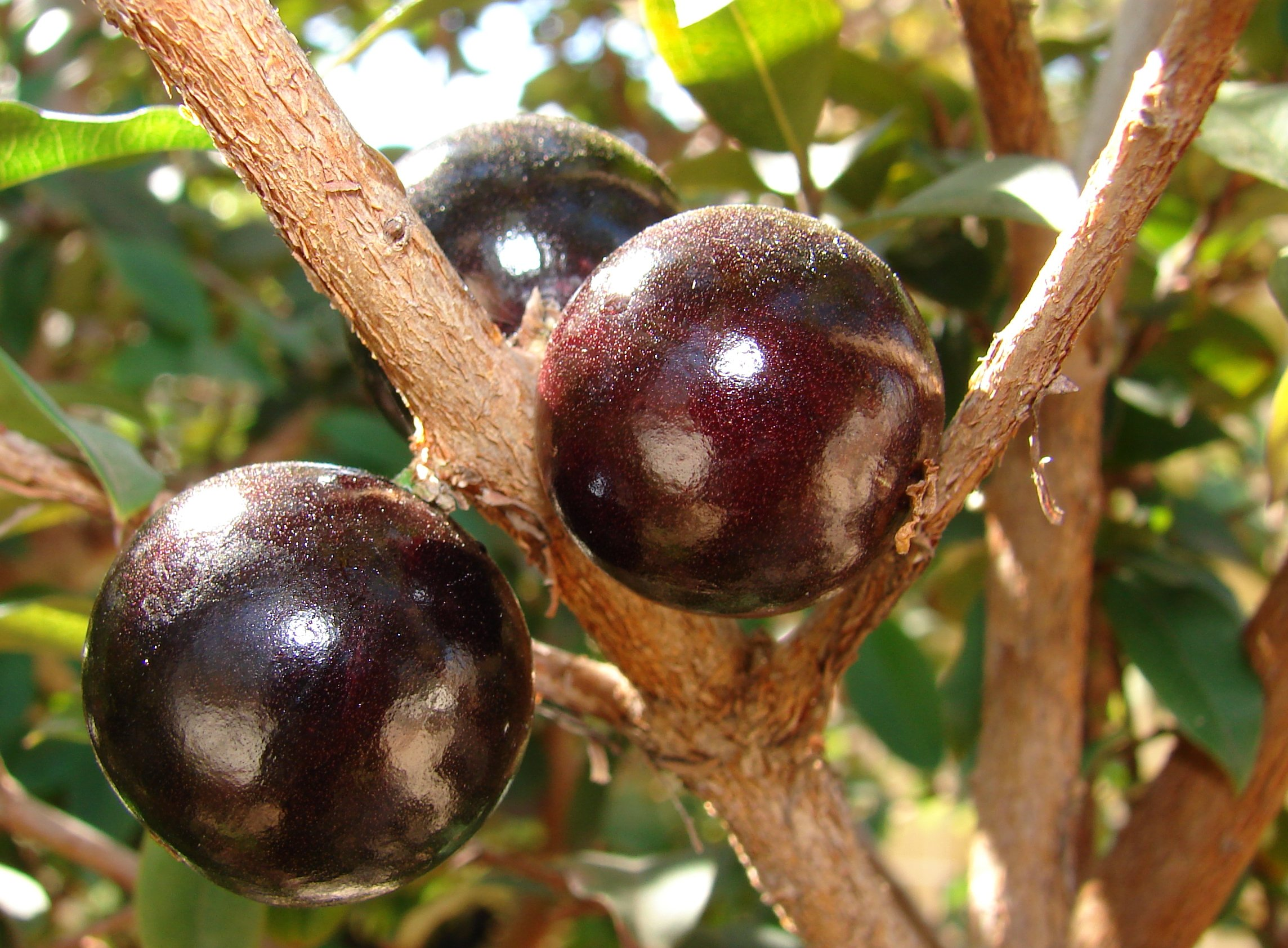
Jaboticaba no pé

### Paisagismo
Ornamental, a planta se presta ao paisagismo.

### Ecologia
A planta atrai a avifauna.

### Usos medicinais
A jabuticaba é utilizada para vários fins, tanto culinários como medicinais. Entre estes, o chá obtido com a casca do fruto é usado como tratamento para diarreias e disenterias, bem como para tratamento de inflamações crônicas nas amídalas, em que se deve fazer gargarejos com esse chá. Entre outras propriedades fitoterápicas, destacam-se antiasmática, hemoptise, inflamações dos intestinos.

### Suco
O suco extraído da jabuticaba é culturalmente chamado em Minas Gerais de "jabuticabada", nome que já se espalhou por todo o Brasil.[carece de fontes?] A famosa jabuticabada era usada por muitas tribos indígenas para alimentar, principalmente, gestantes, por ser rica em ferro.[carece de fontes?]

### Vinho de jabuticaba

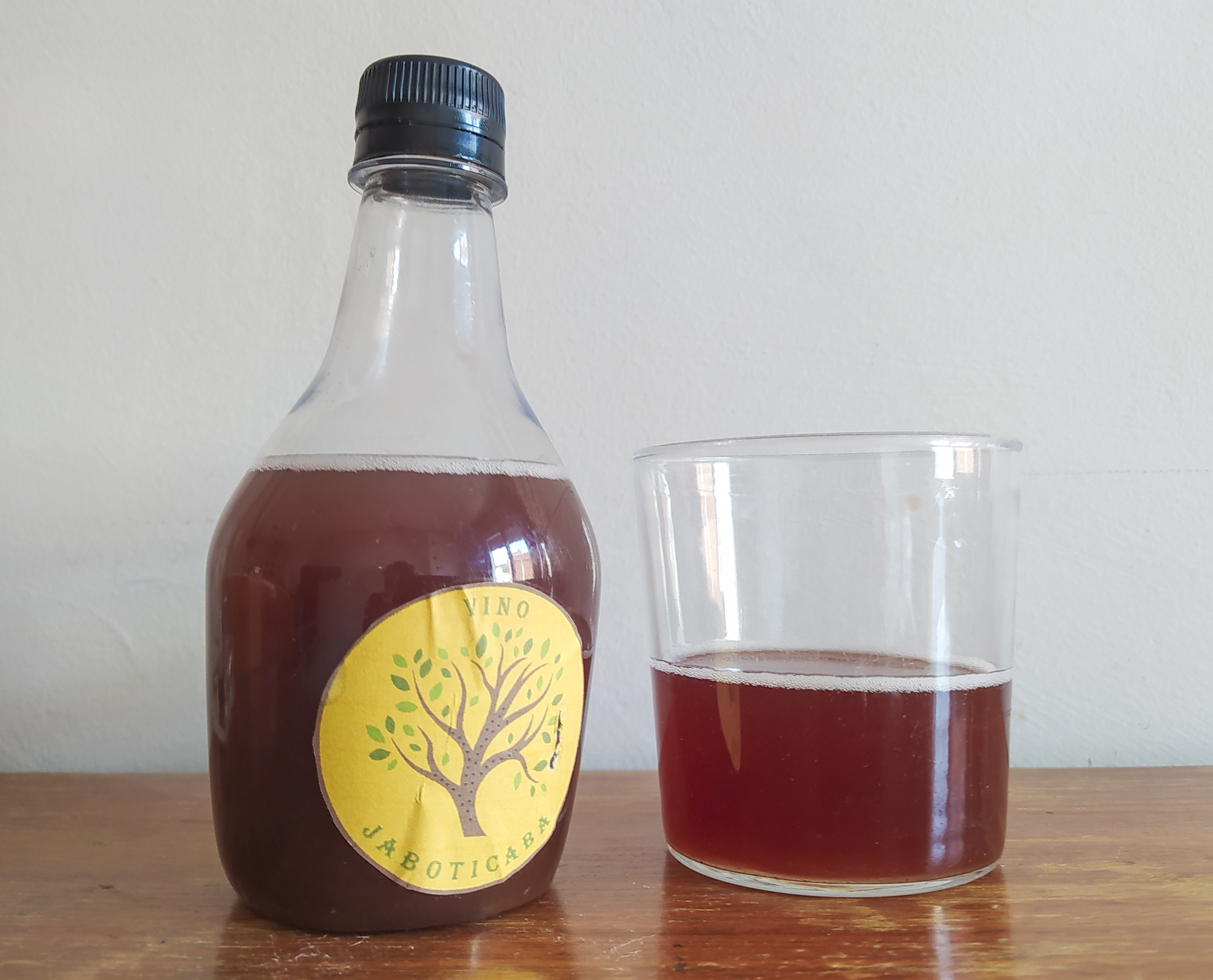
Vinho de jabuticaba.

Ao chegar na Mesorregião do Noroeste Fluminense, no Brasil, em fins do século XIX, os imigrantes italianos quiseram perpetuar o seu costume de fabricação e consumo de vinho. Não encontrando as uvas às quais estavam acostumados, os italianos passaram a fabricar vinho a partir das jabuticabas. Essa bebida tornou-se uma bebida típica da região.

### Madeira
Por ser resistente, a madeira pode ser usada para o preparo de vigas, esteios, dormentes e obras internas.

## Aspectos econômicos
De acordo com Magalhães et al, citado por Mota (2002) o potencial econômico da fruta é alto para consumo "in natura". Entretanto, por ser muito perecível, seu período pós colheita é curto. Segundo Donadio (2000), a jabuticaba ainda é considerada uma fruta de pomares, mas a sua comercialização vem crescendo. Segundo o autor, a Companhia de Entrepostos e Armazéns Gerais de São Paulo comercializou em torno de 900 000 quilogramas de jabuticaba em 1980, e em 1998 este valor subiu para 4 000 000 quilogramas.

## Fenologia
A floração ocorre duas vezes ao ano, geralmente de julho a agosto e de novembro a dezembro, com os frutos amadurecendo entre agosto e setembro e de janeiro a fevereiro. Quando a planta é obtida por semente a primeira produção tem início após um período de 8 a 12 anos. Em condições de clima ideal podem ocorrer até 5 floradas. Segundo Duarte, sementes de frutos imaturos podem germinar com 15 a 17 dias.

## Cultivo em pequena escala

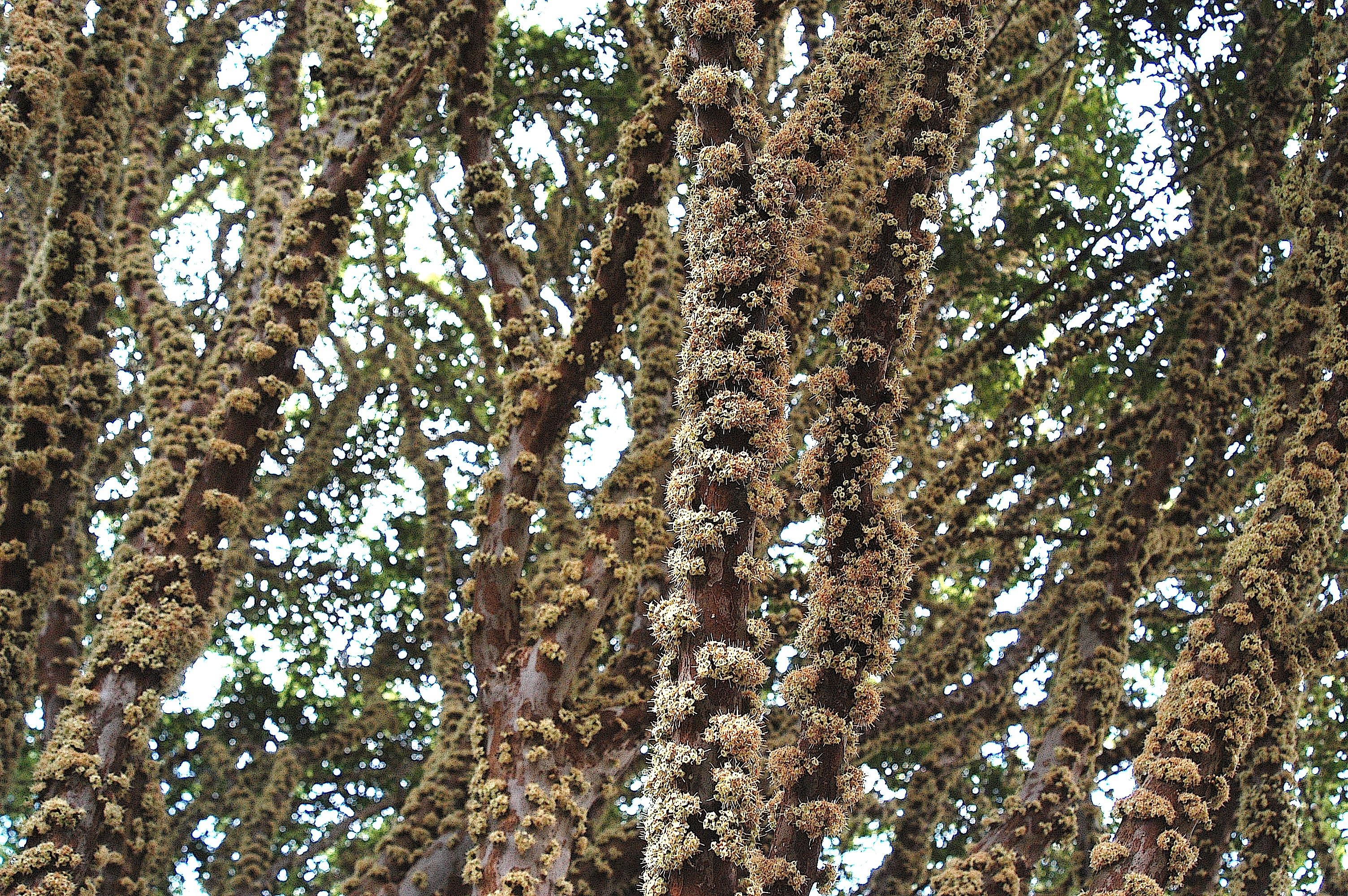
Jabuticabeira em flor

O cultivo de enxertos é mais simples que desde a semente.
Plantas enxertadas requerem manutenção cuidadosa e vivem menos tempo, embora produzam mais jovens. A taxa de germinação das sementes de jabuticaba é baixa, e a planta jovem precisa ser mantida em ambiente semissombreado nos primeiros meses de vida. É preciso manter a terra sempre úmida, regar constantemente e podar os ramos baixos.
Entre safras, é necessário escovar o tronco e os galhos para retirar cascas e resíduos das frutas e/ou flores antigas. Para manter o solo úmido, uma boa dica é colocar uma garrafa cheia de água com um furo na base ao lado do tronco. Porém, regas constantes são indispensáveis para uma boa colheita. O melhor momento para colher ocorre quando os frutos estão bem maduros, pretos e brilhantes. Quanto mais maduros, mais doces eles serão.

## A jabuticaba  na cultura política brasileira
Dado que a fruta é nativa do Brasil, a palavra "jabuticaba" tem sido usada como metáfora para algo que só exista ou que só aconteça no Brasil  - especialmente com referência a alguma particularidade do marco político-institucional do país ou do comportamento de agentes públicos brasileiros:
- "É comum relacionar lances inusitados da política nacional à jabuticaba, fruta silvestre que só existe no Brasil." [19]
- "A repugnância com o suspeito, julgado e condenado pela República, Joaquim Silvério dos Reis, ajudou a criar mais uma jabuticaba: ninguém denuncia." [20]